# Jean-Claude Bernard (architecte)
Pour les articles homonymes, voir Jean-Claude Bernard (homonymie) et Bernard.
 (juillet 2022).
Si vous disposez d'ouvrages ou d'articles de référence ou si vous connaissez des sites web de qualité traitant du thème abordé ici, merci de compléter l'article en donnant les références utiles à sa vérifiabilité et en les liant à la section « Notes et références ».
En pratique : Quelles sources sont attendues ? Comment ajouter mes sources ?
 (août 2022).
La mise en forme du texte ne suit pas les recommandations de Wikipédia : il faut le « wikifier ».
Les points d'amélioration suivants sont les cas les plus fréquents :
- Les titres sont pré-formatés par le logiciel. Ils ne sont ni en capitales, ni en gras.
- Le texte ne doit pas être écrit en capitales (les noms de famille non plus), ni en gras, ni en italique, ni en « petit »…
- Le gras n'est utilisé que pour surligner le titre de l'article dans l'introduction, une seule fois.
- L'italique est rarement utilisé : mots en langue étrangère, titres d'œuvres, noms de bateaux, etc.
- Les citations ne sont pas en italique mais en corps de texte normal. Elles sont entourées par des guillemets français : « et ».
- Les listes à puces sont à éviter, des paragraphes rédigés étant largement préférés. Les tableaux sont à réserver à la présentation de données structurées (résultats, etc.).
- Les appels de note de bas de page (petits chiffres en exposant, introduits par l'outil «  Source ») sont à placer entre la fin de phrase et le point final[comme ça].
- Les liens internes (vers d'autres articles de Wikipédia) sont à choisir avec parcimonie. Créez des liens vers des articles approfondissant le sujet. Les termes génériques sans rapport avec le sujet sont à éviter, ainsi que les répétitions de liens vers un même terme.
- Les liens externes sont à placer uniquement dans une section « Liens externes », à la fin de l'article. Ces liens sont à choisir avec parcimonie suivant les règles définies. Si un lien sert de source à l'article, son insertion dans le texte est à faire par les notes de bas de page.
- La présentation des références doit suivre les conventions bibliographiques. Il est recommandé d'utiliser les modèles {{Ouvrage}}, {{Chapitre}}, {{Article}}, {{Lien web}} et/ou {{Bibliographie}}. Le mode d'édition visuel peut mettre en forme automatiquement les références.
- Insérer une infobox (cadre d'informations à droite) n'est pas obligatoire pour parachever la mise en page.

Pour une aide détaillée, merci de consulter Aide:Wikification.
Si vous pensez que ces points ont été résolus, vous pouvez retirer ce bandeau et améliorer la mise en forme d'un autre article.
Jean-Claude Edmond Maurice Bernard est un architecte français Premier Grand Prix de Rome et architecte des bâtiments civils et nationaux, né le 22 juillet 1930 dans le 16ème arrondissement de Paris. Il a notamment réalisé le Quartier de l'Horloge dans le 3ème arrondissement de Paris, la Daille à Val d'Isère ou encore le Lavachet et le Val-Claret à Tignes.
Il sera un membre actif du Groupe International d'Architecture Prospective et devient membre de l'académie d'architecture en 1979 jusqu'en 1995.

## Biographie

### Jeunesse
Après avoir obtenu son premier bac en classe de première au Lycée Condorcet du 9ème arrondissement, il intègre en 1954 les Beaux-Arts de Paris dans l'atelier Noël Lemaresquier où il étudiera l'architecture. Il en sort diplômé en 1960.

### Prix de Rome
En 1960, il obtient le Premier Grand Prix de Rome en architecture avec son projet "Un centre d'affaires d'une capitale". Il séjourne à la Villa Médicis entre 1961 et 1964 où il développe une étude appelée "Essai pour une ville totale" , dans laquelle il s'attache à résoudre la contradiction entre le besoin d'ordre et de raison, d'une part, et le besoin de mystère et d'irrationnel, d'autre part.
Pour ce faire, il part d'exemples de villes italiennes, telles que la ville de Sabbioneta pour la ville idéale, donc l'ordre, la ville de Panicale pour le groupement spontané, donc l'irrationnel, ou les escaliers napolitains pour la circulation dans l'espace.
Ensuite, grâce à ces études il réalise "l'essai pour une ville totale" pour une ville de 600 000 habitants.

## Principaux projets
L'essentiel de son travail se veut comme une recherche permanente des solutions urbanistiques et architecturales nouvelles. Il a réalisé une centaine de projets. Il fonde avec Wladimir Mitrofanoff une société de moyens : Arc Architecture.

### Projets de montagne

#### La Daille

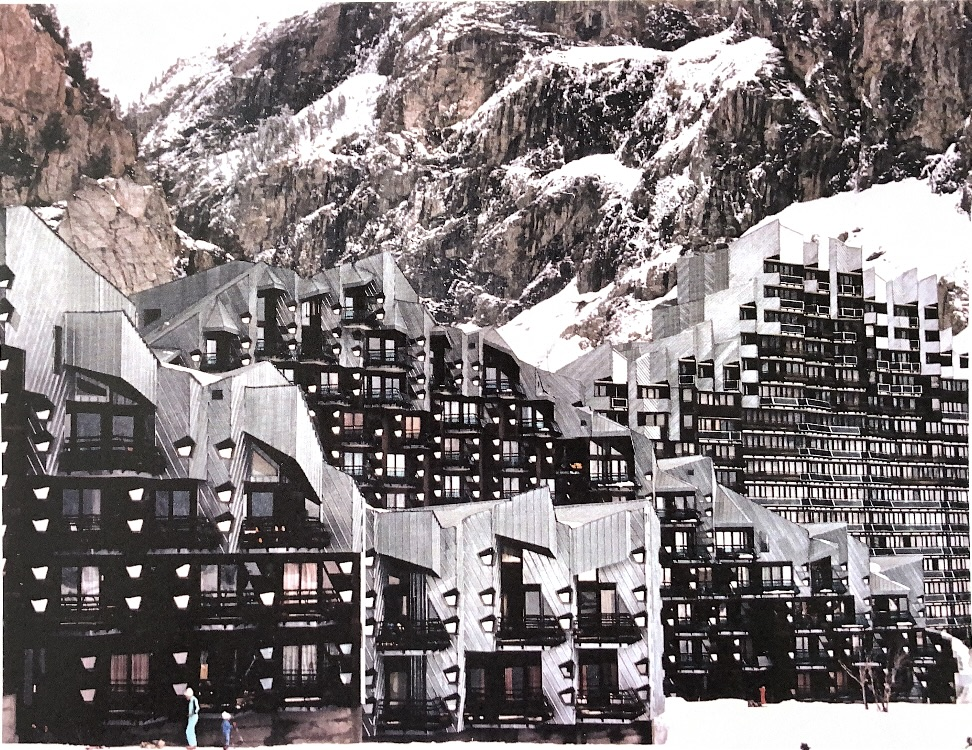
La Daille à la fin de sa construction

Les immeubles de la Daille, situés à l'entrée de la station de Val-d'Isère ont été construits entre 1968 et 1973 pour le promoteur Cogedim, par les architectes Jean-Claude Bernard, Robert Locre et Pierre Chaussade. Ces immeubles ont depuis 2003 le label "patrimoine du XXe siècle".

#### Le Thovex
Dans le même temps il réalise également les plans pour l'ensemble du Thovex à Val-d'Isère, construit entre 1968 et 1972.

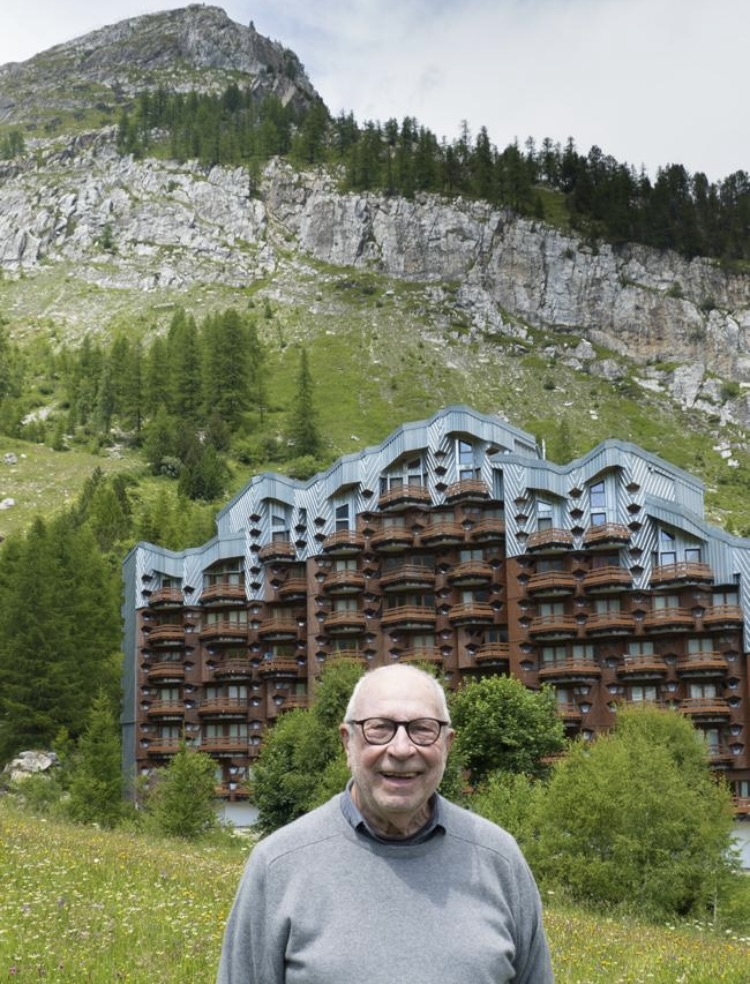
Jean-Claude Bernard devant La daille en 2021

#### Le Lavachet
Le Lavachet, quartier situé tout près du Lac de Tignes a été construit entre 1965 et 1967. Jean-Claude Bernard en est l'architecte en chef et il réalise la place centrale. Il se compose de logements, d'hôtels et de commerces.

#### Le Val-Claret
À partir de 1965 jusqu'à environ 1972, Jean-Claude Bernard conçoit une partie des immeubles du Val-Claret à Tignes. Cela reflète les stations "intégrées", véritables villes à la montagne déconnectées des bourgs existants et implantés au plus près des glaciers pour profiter d'une pratique plus longue du ski. Le Val-Claret est composé de logements, d'hôtels et de commerces.

#### Etude pour Val Thorens
Jean-Claude Bernard a participé aux premières études d'implantation de la station de ski Val Thorens mais il ne réalisera que quelques bâtiments de logements.

### Projets à Paris

#### Le Quartier de l'Horloge

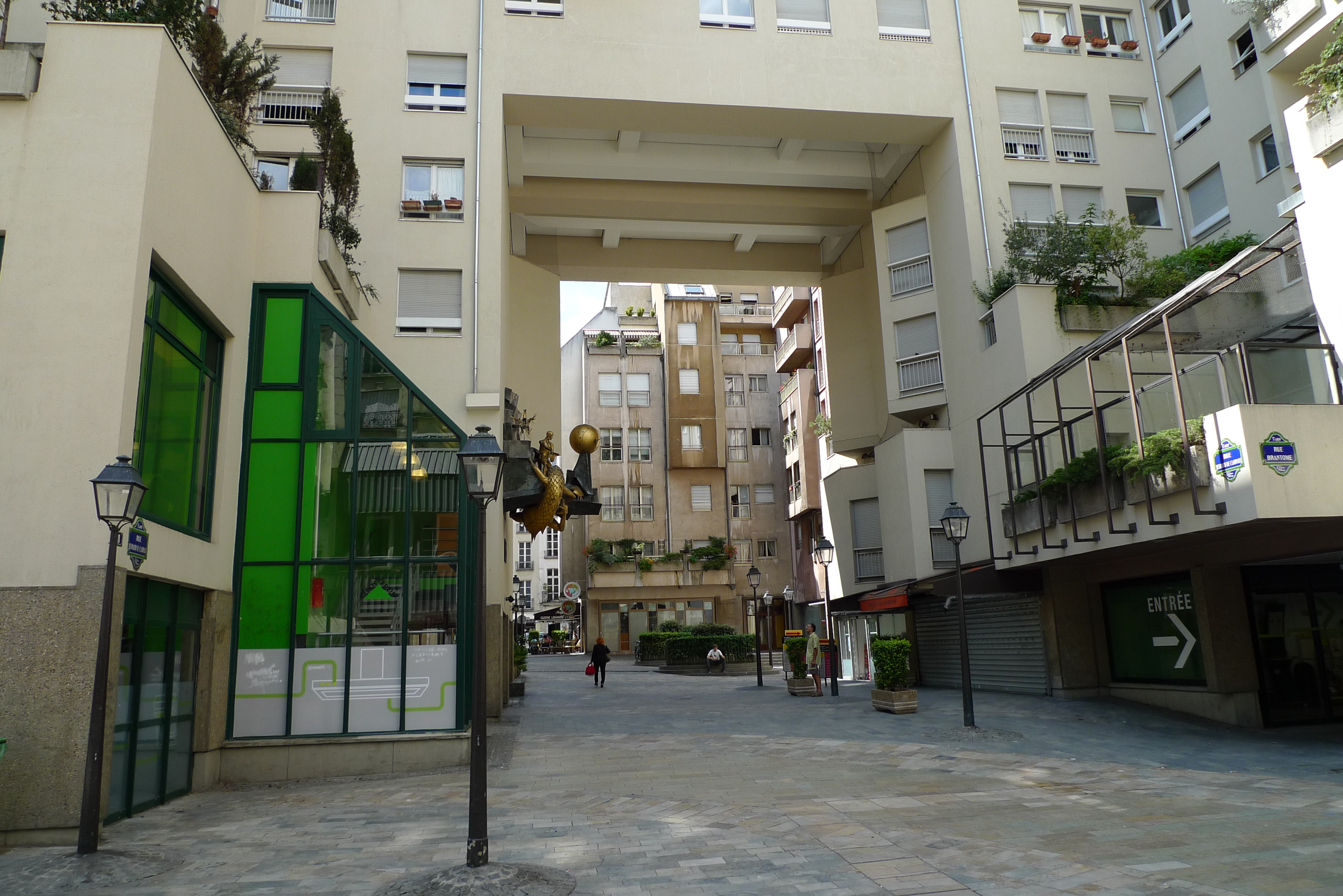
quartier de l'horloge à Paris en 2010

Le projet du Quartier de l'Horloge est un projet de reconstruction de l'Îlot Saint-Martin, qui jouxte le Centre Pompidou. Le projet est confié à Jean-Claude Bernard pour la Cogedim dans les années 70. Il a imaginé des immeubles mitoyens de 7 étages qui évoquent la trame parcellaire médiévale de l'ancien quartier Saint-Martin. Ainsi, un ensemble de rues piétonnes, de passages, de placettes intérieures mettent en communication les rues adjacentes.
Le Quartier a été inauguré au mois de novembre 1979 avec la présence du Maire de la Ville de Paris, Jacques Chirac.

#### Aménagement du carrefour Maine-Rue de l'Ouest paris 14ème

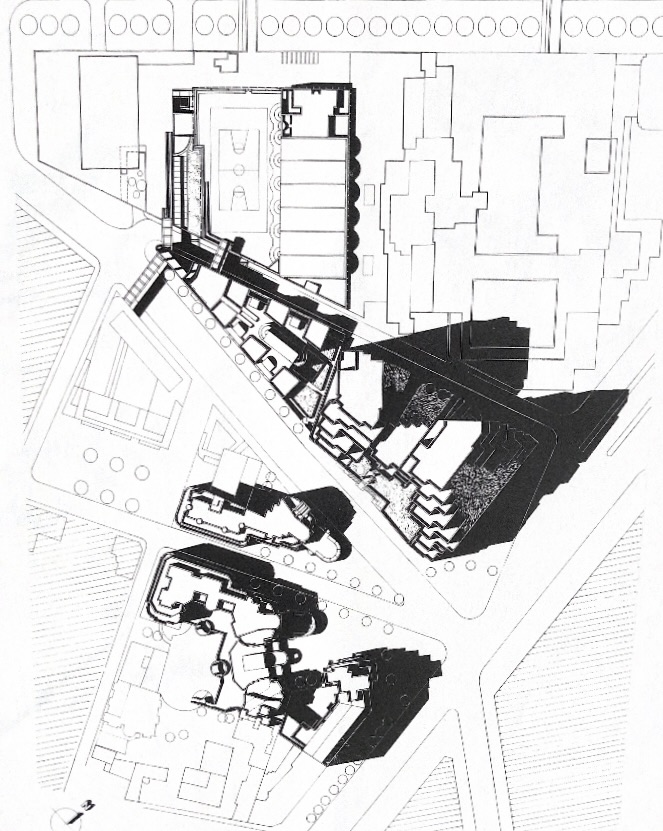
plan de l'aménagement du carrefour avenue du Maine et rue de l'Ouest

Il réalise en 1980, des habitations, dont des HLM, une école primaire de 12 classes, une école maternelle et un gymnase...
Cet ensemble assure la transition entre la structure orthogonale fortement écrite par l’ensemble Maine-Montparnasse et la structure traditionnelle de l’avenue du Maine et confirme la rue de l’ouest dans sa vocation de rue de quartier.  
On peut distinguer un effet de porte vers un quartier traditionnel.

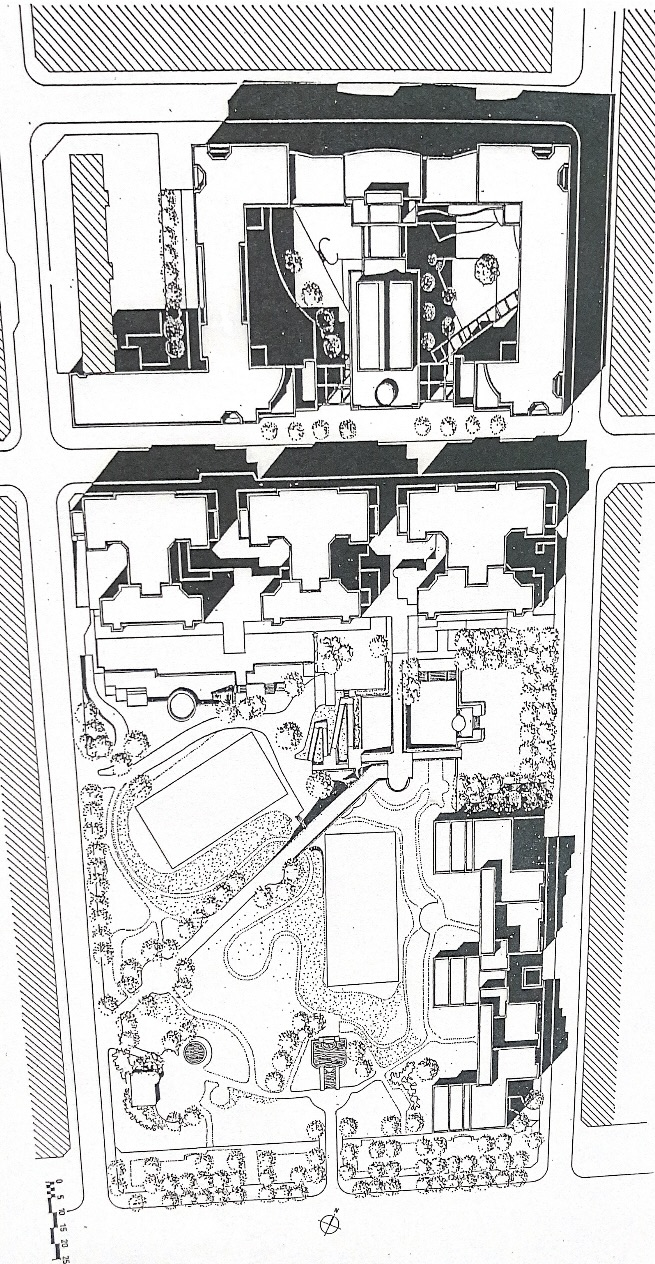
dessin rue de la roquette par Jean-Claude Bernard

#### Aménagement du terrain de l'ancienne prison de la Roquette
Il réalise en 1975 les première études pour "l'Îlot Roquette-Duranti" (rue de la roquette, rue Duranti, rue Merlin, rue Servan, rue Omer Talon) dans le 11ème arrondissement de Paris à la place de l'ancienne prison de la Roquette. Il crée ensuite un ensemble immobilier comprenant 182 logements HLM, des équipements sociaux et sportifs (salle polyvalente, crèche Duranti, école maternelle Duranti...), le conservatoire municipal Charles Munch...

##### La Tour Avant-Seine

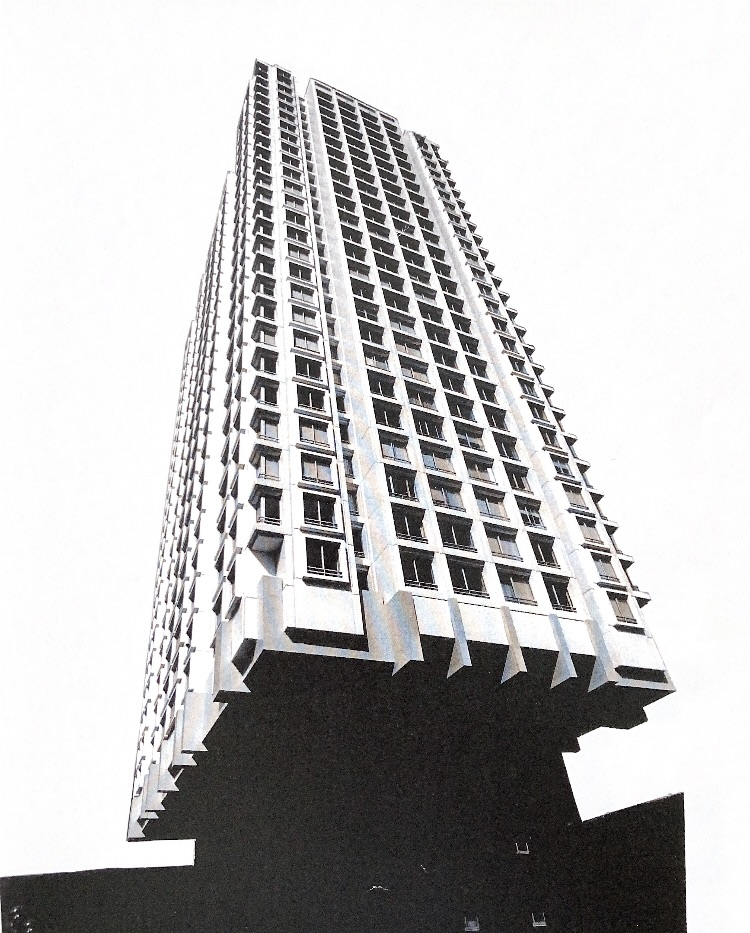
La tour avant seine après sa construction

La Tour Avant-Seine située dans le 15ème arrondissement de Paris construite en 1970 a été dessinée par Jean-Claude Bernard.

#### Institut national des jeunes sourds
Il est lauréat du concours de rénovation complète de l'Institut National des jeunes sourds avec Wladimir Mitrofanoff. Mais ils ne réaliseront que la construction des nouveaux ateliers professionnels et du gymnase en 1990 et 1991.

#### Annexe du Musée Guimet
Jean-Claude Bernard est désigné en 1976, architecte en chef du musée Guimet. A ce titre il rénove en 1991 une annexe du musée Guimet, l'ancien hôtel particulier Heidelbach devenu le panthéon bouddhique.

### Projets en région parisienne

#### Créteil

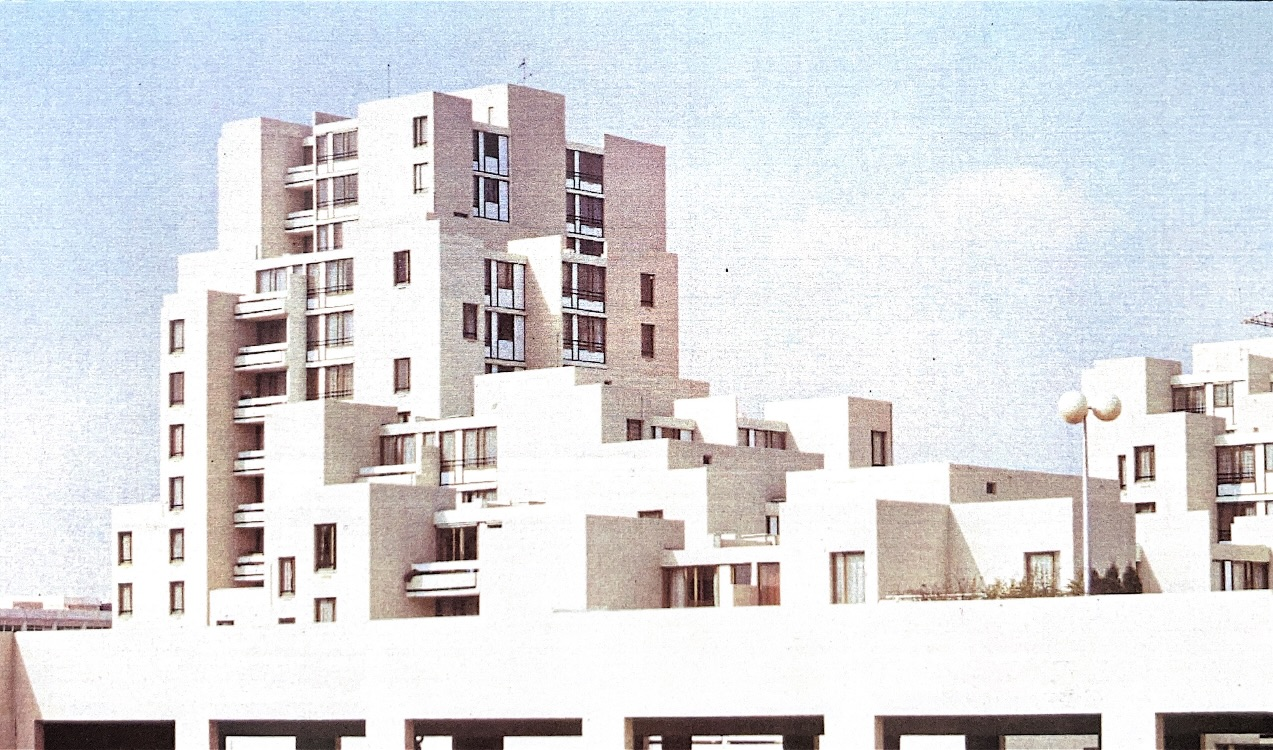
La Haye aux moines dans les années 70

Il a réalisé la Haye-aux-Moines inauguré en 1972. En 1969, la ville de Créteil a pour objectif de créer les premiers quartiers de la nouvelle ville. Jean-Claude Bernard en est l'architecte. Ce quartier regroupe 500 logements, un groupe scolaire de 16 classes et une maison pour tous.

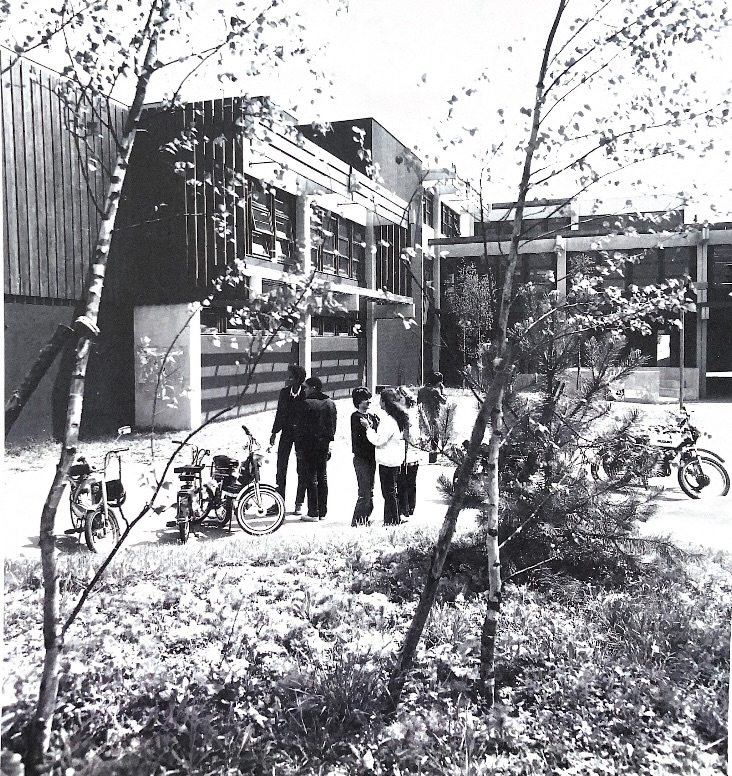
Lycée Léon-Blum de Créteil après sa construction

Plus tard il réalisera en 1977, le Lycée Léon Blum dans le Parc de Créteil prévu pour 1200 élèves inauguré en 1980.

#### Nogent-sur-Marne
En 1982, il réalise la cité Guy-Loë situé avenue Gugnon dans le centre de Nogent-sur-Marne, prévu pour accueillir 35 ateliers d'artistes avec logements.

#### Levallois-Perret
En 1989, il réalise les Villas de Villiers situé rue de Villiers, un ensemble de 360 logements.

#### Saint-Quentin-en-Yvelines
Il a également réalisé plusieurs opérations ponctuelles de logements, de groupes scolaires... dont le groupe scolaire du "sud du lac", le groupe scolaire "pas du lac" et le groupe scolaire "le bois de la Garenne".

### Projets hors région parisienne

#### Reichshoffen
Réalisation du lieu pour la commémoration du 100ème anniversaire de la Charge en 1970.

#### Compagnie nationale du Rhône
Il est désigné architecte conseil de la compagnie nationale du Rhône en 1968, pour des études de barrage : une Usine écluse à Avignon, le barrage de Sauveterre et le barrage Péage du Roussillon.

#### Lille
Il sera architecte chargé du secteur sauvegardé de Lille (centre historique) et en fera une étude en 1967.
Il réalisera des logements Place du concert et rue Basse et fera la rénovation de la maison natale du Général De Gaulle.

#### Le Relecq Kerhuon
Il réalise en 1973 puis en 1985, le siège social du crédit mutuel de Bretagne.

#### Marseille
Il réalise le Lodi-village en 1988, un ensemble immobilier situé sur l'ancien Hôpital Michel Lévy.

## Vie privée
Jean-Claude Bernard se marie le 27 octobre 1960 à la mairie du 6e arrondissement de Paris avec Françoise Deberdt, artiste-peintre avec qui il aura deux enfants.